# Ulaş Tekerkaya
Ulaş Tekerkaya és un cuiner (xef) i escriptor de gastronomia turc especialitzat en la cuina turca, i també conegut amb el sobrenom Somatçı, una paraula turca antiga que significa persona que posa la taula en la cultura sufita. Tekerkaya es va dedicar a estudiar sufisme i la vida de Rumi i a reconstruir els plats dels temps otomans i anteriors, rumí. Ulaş Tekerkaya treballava com a cuiner en una base militar a Konya, la ciutat de Mevlana (Rumi), on va desenvolupar un interès pel tasavvuf i Rumi i va abandonar el càrrec. Després es va dedicar a viatjar i visitar els mevlevihane (cases o llocs de reunió dels sufites) per a investigar i reviure la gastronomia tradicional "mevlevita". Per tal fi va obrir un restaurant primerament a Konya, i després obrí altre restaurant en Antalya, anomenat Fihi Ma Fih. Fihi Ma Fih és una al·lusió a l'obra i filosofia de Rumi i significa "el que hi-ha dins és dins". (Algunes diuen que aquestes paraules de Rumi són inspirades d'unes paraules d'Ibn al-Arabí en la seva obra "Fütûḥâtü’l-Mekkiyye".)
Ulaş Tekerkaya cuina només amb els materials que hi havien en el segle xiv, sense utilitzar oli de cuina, tomàquets, sucre, pebrot, cogombre, salça ni altres ingredients nous que abunden a la cuina turca actual. En el lloc de sucre empra pekmez o mel, i a part de la sal, com espècies, només comí i canyella, coses que llavors arribaven al país amb caravanes.
Tekerkaya dona conferències sobre Mevlana i la gastronomia del seu temps i ha publicat un llibre bilingüe (turc-anglès) sobre la seva especialitat anomenat Somata Salâ (Salutació a la taula).